# Ballenstedt
Ballenstedt là một đô thị ở huyện Harz, trong bang Sachsen-Anhalt, Đức. Đô thị Athenstedt có diện tích 65,2 km².